# Sinfonia em Branco, N.º1: A Rapariga Branca
Sinfonia em Branco, N.º1: A Rapariga Branca (em inglês: Symphony in White, No. 1, também conhecida como The White Girl, é uma pintura do artista norte-americano James McNeill Whistler, datada de 1862. O trabalho mostra uma mulher vestida de branco, em cima de uma pele de urso-polar, em frente a uma cortina branca, com um lírio branco na sua mão. No esquema de cores da pintura, a branca é a dominante. O modelo é Joanna Hiffernan, a amante do artista. Embora a pintura tivesse a designação inicial de The White Girl, mais tarde Whistler começou a chamá-la de Symphony in White, No. 1. Ao referir-se ao seu trabalho de uma forma abstracta, ele tinha a intenção de dar ênfase à sua filosofia da "arte pela arte" .
Whistler criou a pintura no Inverno de 1861–62, embora, posteriormente, tivesse efectuado algumas alterações. Foi rejeitada tanto pela Royal Academy como pelo Salon de Paris em Paris, mas acabou por ser aceite no Salon des Refusés em 1863. Esta exibição também incluiu o famoso Le déjeuner sur l'herbe de Édouard Manet e, em conjunto, os dois trabalhos recebram muita atenção. The White Girl apresenta a influência da Irmandade Pré-Rafaelita, com quem Whistler tinha estado em contacto. A pintura tem sido interpretada por críticos e arte como um misto de alegoria à inocência e a sua perda, e uma alusão religiosa à Virgem Maria.

## Artista e modelo
James Abbott McNeill Whistler nasceu nos Estados Unidos em 1834, filho de George Washington Whistler, engenheiro ferroviário. Em 1843, devido ao trabalho do seu pai, foi com a sua família para São Petersburgo, na Rússia, onde James iria estudar pintura. Depois de uma temporada em Inglaterra, regressou aos Estados Unidos para cumprir o serviço militar na Academia Militar em West Point, em 1851. Em 1855, volta à Europa, com a intenção de se deicar inteiramente à pintura. Estabeleceu-se em Paris, de início, mas em 1859 viajou para Londres, onde passaria a maior parte da sua vida. Ali, conheceu Dante Gabriel Rossetti e outros membros da Irmandade Pré-Rafaelita, que lhe dariam uma profunda influência no seu trabalho artístico.
Foi também em Londres que Whistler conheceria Joanna Heffernan, o modelo que se tornaria a sua amante. A sua relação tem sido descrita como um "casamento sem benefício do clero." Por volta de 1861, Whistler já tinha utilizado Joanna como modelo em outra pintura. Wapping, assim chamado por ter sido um local em Londres - Wapping -, onde Whistler tinha vivido, foi iniciado em 1860, mas só terminado em 1864. Mostra uma mulher e dois homens numa a observar o rio numa varanda. De acordo com o próprio Whistler, a mulher retratada por Heffernan, era uma prostituta. Heffernan terá tido uma forte influência em Whistler; o seu cunhado Francis Seymour Haden recusou um convite para jantar no Inverno de 1863–64 devido à sua presença dominante na sua casa.

## Criação e acolhimento
Whistler começou a preparar The White Girl pouco depois do ia 3 de Dezembro de 1861, com o intuito de o expor na prestigiada exibição anual da Royal Academy. Apesar de adoentado, terminou a pintura em Abril. Numa carta a George du Maurier no início de 1862, Whistler descreve o seu trabalho como:
...uma mulher vestida com um vestido de cambraia branco, de frente para uma janela, a qual filtra a luz através de uma cortina de musselina branca transparente – mas o modelo recebe uma forte luz vinda da direita e, por isso, a pintura, barring the red hair, é uma deslumbrante massa de branco brilhante.

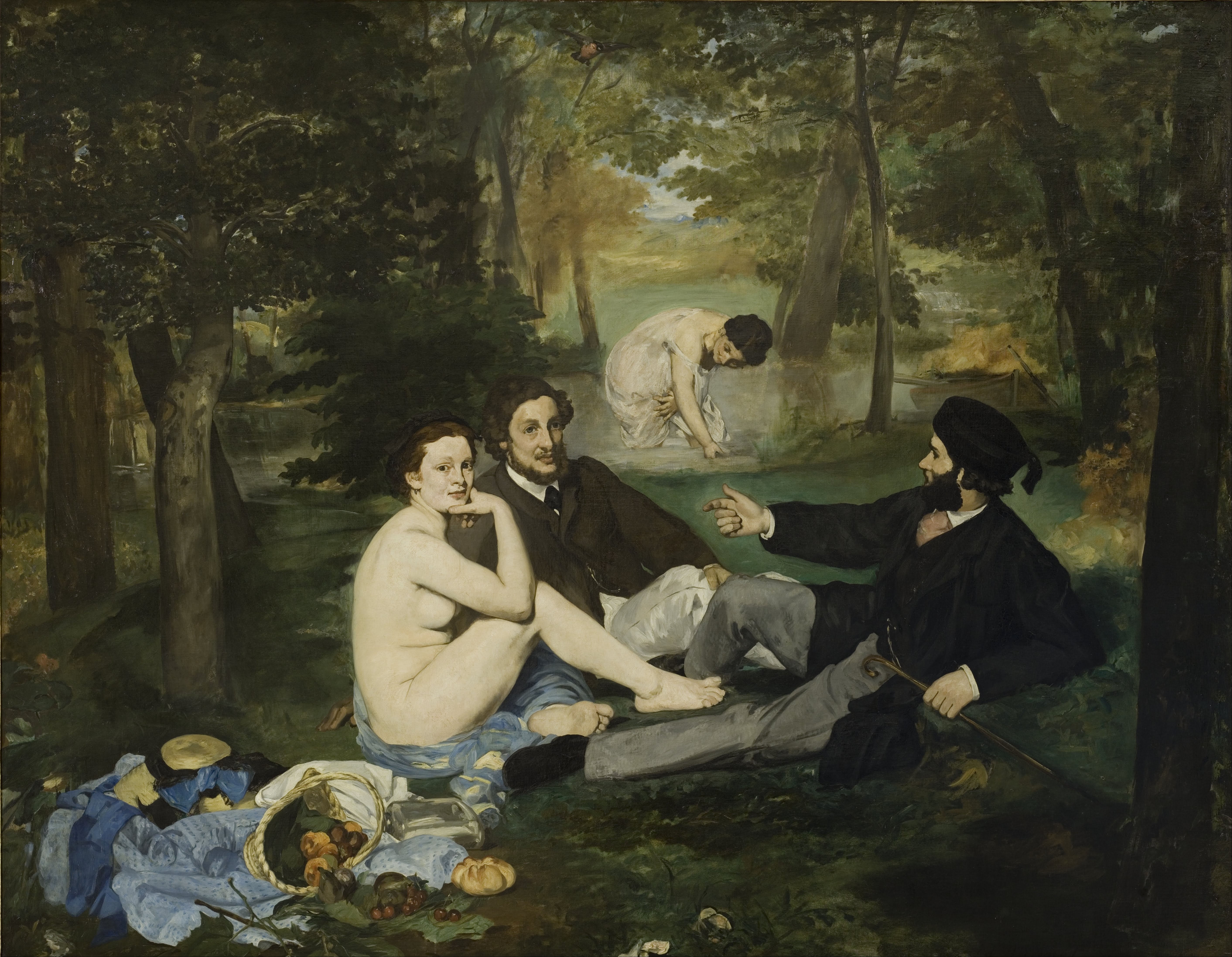
Le déjeuner sur l'herbe de Édouard Manet causou alguma agitação no Salão de Paris de 1863, mas a atenção dada à White Girl de Whistler foi ainda maior.

Whistler enviou a pintura para a Academia mas, de acordo com Heffernan, o pintor pensava que ela seria rejeitada. No anterior, em 1861, uma outra pintura tinha causado um pequeno escândalo. The Shrew Tamed, de Edwin Henry Landseer,  mostrava um cavalo com uma mulher a descansar no chão ao pé dele. O modelo estava identificado como sendo Ann Gilbert, uma conhecida cavaleira daquele período: no entanto, depressa se criou o boato de que, na realidade, era Catherine Walters, uma notável cortesã londrina. A pintura de Whistler fazia lembrar a de Landseer de tal forma que os juízes estavam relutantes em aceitá-la. White Girl foi enviada para a Academia juntamente com três gravuras, as quais foram aceites, excepto a pintura.
Whistler exibiu a sua pintura na pequena Galeria Berners Street em Londres, onde foi exposta com o título The Woman in White, uma referência ao livro com o mesmo nome de Wilkie Collins, o qual era um sucesso naquele tempo. O livro era um história que envolvia romance, intriga e dupla identidade, e fez sensação ao tempo da sua publicação. Du Maurier pareceu acreditar que a pintura se referia ao romance. A crítica feita pela revista Athenaeum, por outro lado, era da opinião que a pintura não correspondia à personagem do livro, aconselhando Whistler a escrever uma carta à galeria onde referisse que esta tinha escolhido o título sem o consultar, acrescentando "Não tinha qualquer intenção de ilustrar o romance do Sr. Wilkie Collins. A minha pintura apenas representa uma rapariga vestida de branco ao pé de uma cortina branca."
No ano seguinte, Whistler tentou que a sua pintura fosse exibida no Salão de Paris – a exposição oficial da Académie des Beaux-Arts – mas também ali foi rejeitada. Em vez disso, foi aceite no Salon des Refusés – a "exibição dos rejeitados" que abriu ao público em  15 de Maio, duas semanas após o Salão.
O Salon des Refusés de 1863, recebeu, também, o Le déjeuner sur l'herbe de Édouard Manet que tanto escândalo causou, mas o trabalho de Whistler, White Girl, ainda despertou mais atenção. A controvérsia à volta das pinturas foi descrita no livro L'Œuvre (1886) de Émile Zola. A recepção que a pintura de Whistler recebeu foi, no geral, favorável, e, de certa forma, foi uma pequena vingança sobre as recusas que tinha recebido tanto em Londres como em Paris. O seu trabalho foi bastante bem admirado pelos seus colegas e amigos como Manet, o pintor Gustave Courbet e o poeta Charles Baudelaire. O crítico de arte Théophile Thoré-Bürger referiu-o como na linha de Goya e Velázquez. Apesar de boas críticas, também houve algumas menos favoráveis; alguns críticos franceses viram a tendência inglesa dos pré-rafaelitas como algo excêntrica.
A pintura permaneceu na família Whistler até 1896, quando foi vendida pelo sobrinho do artista ao coleccionador de arte Harris Whittemore. Em 1943, a família Whittemore ofereceu-a à Galeria Nacional de Arte  em Washington, D.C.

## Composição e interpretação
Whistler, em particular na parte final da sua carreira, meditou sobre o seu trabalho concluindo que elas deviam de conter algum significado para além do que podia ser observado directamente na tela. Ele é conhecido por ser o proponente principal da filosofia a "arte pela arte". O seu comentário sobre The White Girl, negando uma ligação à novela de Wilkie Collins, The Woman in White, é uma das suas primeiras declarações ("A minha pintura representa apenas uma rapariga vestida de branco, de pé, junto a uma cortina branca.") Os críticos ingleses olharam para a pintura como se ela fosse uma ilustração e, por isso, a sua opinião foi menos favorável do que a dos seus colegas franceses, que a acharam como uma fantasia poética e visionária. Um crítico inglês, referindo-se ao livro de Collins, designou a The White Girlcomo  "...uma das mais incompletas pinturas com que nos deparámos." A partir do momento em que a Galeria Berners Street utilizou o nome de The Woman in White para designar a pintura, os críticos ficaram desiludidos com a sua falta semelhanças com a heroína do romance. Whistler, que nunca leu o livro, não gostou da comparação. Cerca de dez anos mais tarde, começou a referir-se à pintura como Symphony in White, No. 1, apesar de um critico francês a ter chamado de Symphonie du blanc quando foi exibida em Paris. Ao fazer uma analogia com a música, Whistler deu ainda mais ênfase à sua filosofia ao afirmar que a composição era a parte central e não o assunto da pintura. O título da sua obra terá sido inspirado no poema de Théophile Gautier, Symphonie en Blanc Majeur de 1852.
Whistler não estava totalmente satisfeito com o realismo transmitido pela pintura na sua versão original, algo que ele responsabilizava Courbet pela influência que este tinha tido nele naquele período. Mais tarde, entre 1867 e 1872, o pintor voltou ao seu quadro dando-lhe uma expressão mais espiritual. Embora Symphony tenha começado a ser feita ainda antes de Whistler ter conhecido Rossetti, a influência pré-rafaelita é óbvia. A pintura foi uma primeira experiência de branco sobre branco, com uma mulher vestida de branco, em pé, junto de um fundo branco. Este esquema de cores foi um tema a que ele regressaria mais tarde, em duas pinturas a que ele chamaria de Sinfonia em Branco, N.º2: A Pequena Rapariga Branca (1864) e Sinfonia em Branco, N.º3 (1865–67). O painel é longo e esguio, e a pose do modelo e a forma das suas vestes destacam a natureza vertical da pintura. A mulher tem um ar audaz, quase confrontacional, no seu olhar directo sobre o observador, e as suas características estão bastante marcadas. O crítico de arte Hilton Kramer vê nos retratos de Whistler um charme e uma combinação de astúcia e capacidade de observação que estão em falta nas suas pinturas de paisagens.
Embora o próprio Whistler tenha evitado analisar o significado da sua artem, isto não impediu os críticos de o fazer. O crítico francês do século XIX Jules-Antoine Castagnary viu na pintura os símbolos da inocência perdida, um tema que seria analisado, de novo, mais tarde, pelos críticos. O historiador de arte Wayne Craven vê a pintura como algo mais do que um exercício formal, e "encontra, até, aspectos enigmáticos, expressivos e eróticos" na imagem. Ele assinala os contrastes presentes no retrato como o lírio branco, representativo da inocência e da virgindade, e da feroz cabeça de animal no tapete como símbolo da perda da inocência. Beryl Schlossman, numa perspectiva de crítica literária, encontra referências à Madona no trabalho. Para Schlossman, o tapete debaixo dos pés da mulher como a nuvem na qual a Virgem é, por divesrsas vezes, vista de pé, e o urso é a serpente, esmagada sobre o seu pé.